# 深裂竹根七
深裂竹根七（学名：Disporopsis pernyi）是天门冬科竹根七属的植物。分布于台灣本島以及中国大陆的贵州、广东、广西、四川、湖南、江西、浙江、云南等地，生长于海拔500米至2,500米的地区，见于林下石山以及阴处山谷水旁，目前尚未由人工引种栽培。

## 别名
竹根假万寿竹（高等植物图鉴）